# Rhymbomicrus lobatus
Rhymbomicrus lobatus is een keversoort uit de familie zwamkevers (Endomychidae). De wetenschappelijke naam van de soort werd in 1883 gepubliceerd door John Lawrence LeConte & Horn.